# Rhyacophila falita
Rhyacophila falita är en nattsländeart som beskrevs av Ross 1956. Rhyacophila falita ingår i släktet Rhyacophila och familjen rovnattsländor. Inga underarter finns listade i Catalogue of Life.